# Tibet Times
De Tibet Times is een onafhankelijke krant in het Tibetaans. De doelgroep van de krant is het Tibetaanse volk, dat vanwege de censuur in China in de praktijk voornamelijk neerkomt op de Tibetanen in ballingschap. De krant is opgericht in  1996 en wordt elke tien dagen uitgebracht in Dharamsala in India. De online editie wordt dagelijks bijgewerkt. De basisfilosofie is gecentreerd rondom de behoefte van een onafhankelijke pers binnen de Tibetaanse gemeenschap in ballingschap.
Gedun Rabsal, oud-redacteur van de Tibet Times, is benoemd tot vicevoorzitter van het Verbond van Tibetaanse journalisten in ballingschap dat eveneens in Dharamsala is gevestigd.